# Nova Pazova
Nova Pazova (ćir.: Нова Пазова, njem.: Neu-Pasua) je naselje u općini Stara Pazova u Srijemskom okrugu u Vojvodini, Srbija.

## Stanovništvo
U naselju Nova Pazova prema popisu stanovništva iz 2002. godine živi živi 18.214 stanovnika, od toga 14.375 punoljetna stanovnika, prosječna starost stanovništva iznosi 37,6 godina (36,4 kod muškaraca i 38,8 kod žena). U naselju ima 5.495 domaćinstava, a prosječan broj članova po domaćinstvu je 3,31.
Prema popisu iz 1991. godine u naselju je živjelo 16.016 stanovnika.
| Etnički sastav 2002. |            |        |
| Narod                | Stanovnika | %      |
| Srbi                 | 17.421     | 95,64% |
| Jugoslaveni          | 102        | 0,56%  |
| Hrvati               | 94         | 0,51%  |
| Makedonci            | 58         | 0,31%  |
| Crnogorci            | 56         | 0,30%  |
| Romi                 | 50         | 0,27%  |
| Slovaci              | 37         | 0,20%  |
| Mađari               | 21         | 0,11%  |
| Muslimani            | 11         | 0,06%  |
| Ukrajinci            | 9          | 0,04%  |
| Rusi                 | 8          | 0,04%  |
| ostali               | 22         | 0,11%  |
| nepoznato            | 178        | 0,97%  |

| broj stanovnika | 4604  | 6082  | 10990 | 10658 | 15488 | 16016 | 18214 |
|                 | 1948. | 1953. | 1961. | 1971. | 1981. | 1991. | 2001. |

## Šport
- FK Radnički Nova Pazova

## Vanjske poveznice
- Karte, udaljenosti, vremenska prognoza
- [neaktivna poveznica]